# Katharine Holmes
Katharine Holmes (n. 15 iulie 1993, Washington, D.C., District of Columbia, SUA) este o scrimeră americană, medaliată olimpică. A participat la 2 ediții ale Jocurilor Olimpice (2016, 2020) în care a câștigat o medalie de bronz.